# Honiara

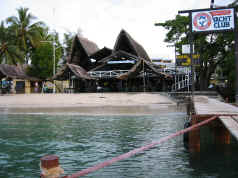
Yacht club, Honiara

Honiara este capitala Insulelor Solomon în Oceanul Pacific. Orașul are o populație de 49,107 de locuitori (1999).
Orașul este situat pe insula Guadalcana și a fost reconstruit ca să înlocuiască fosta capitală, Tulaghi, după Al Doilea Război Mondial. Orașul are port, o casă a guvernului și un muzeu național.